# Staudamm Sivens

Einzugsgebiet des Tescou

Plan des Stausees

Geplanter Querschnitt des Damms

Der Staudamm Sivens (französisch Barrage de Sivens) war ein geplanter Staudamm etwa 10 Kilometer nördlich von Lisle-sur-Tarn in der südwestfranzösischen Region Okzitanien. Er sollte den Fluss Tescou, einen Nebenfluss des Tarn, mit einem zwölf Meter hohen und 230 Meter langen Sperrbauwerk zu einem 42 Hektar großen, bis zu 2 Kilometer langen See mit 1,5 Millionen Kubikmeter Wasservolumen aufstauen. Hauptzweck des Bauwerks war die Bewässerung landwirtschaftlicher Flächen, daneben die Niedrigwassererhöhung des Flusses. Stromerzeugung war nicht beabsichtigt.

## Proteste und Baustopp
Gegen das Bauwerk gab es trotz diverser ökologischer Ausgleichsmaßnahmen heftige Proteste von Umweltschützern. Die ehemalige Umweltministerin Delphine Batho hatte das seit mehr als zwei Jahrzehnten geplante Projekt, dessen Kosten sich auf 8,5 Millionen Euro belaufen sollten, daher im Juni 2013 gestoppt. Nach der Absetzung Bathos genehmigte der regionale Präfekt den Beginn der Bauarbeiten. Ein von Bathos Nachfolgerin Ségolène Royal veranlasstes Gutachten kam ebenfalls zu einem kritischen Urteil. Nachdem am 25. Oktober 2014 der Biologiestudent Rémi Fraisse bei einer Demonstration vor Ort durch eine Tränengasgranate der Gendarmerie in den Rücken getroffen und dadurch getötet worden war, wurden in mehreren Städten Frankreichs Gedenkveranstaltungen durchgeführt, es kam außerdem zu gewaltsamen Protesten autonomer antikapitalistischer Gruppen.
Danach kam es zu einem Baustopp.